# Odyseja Umysłu

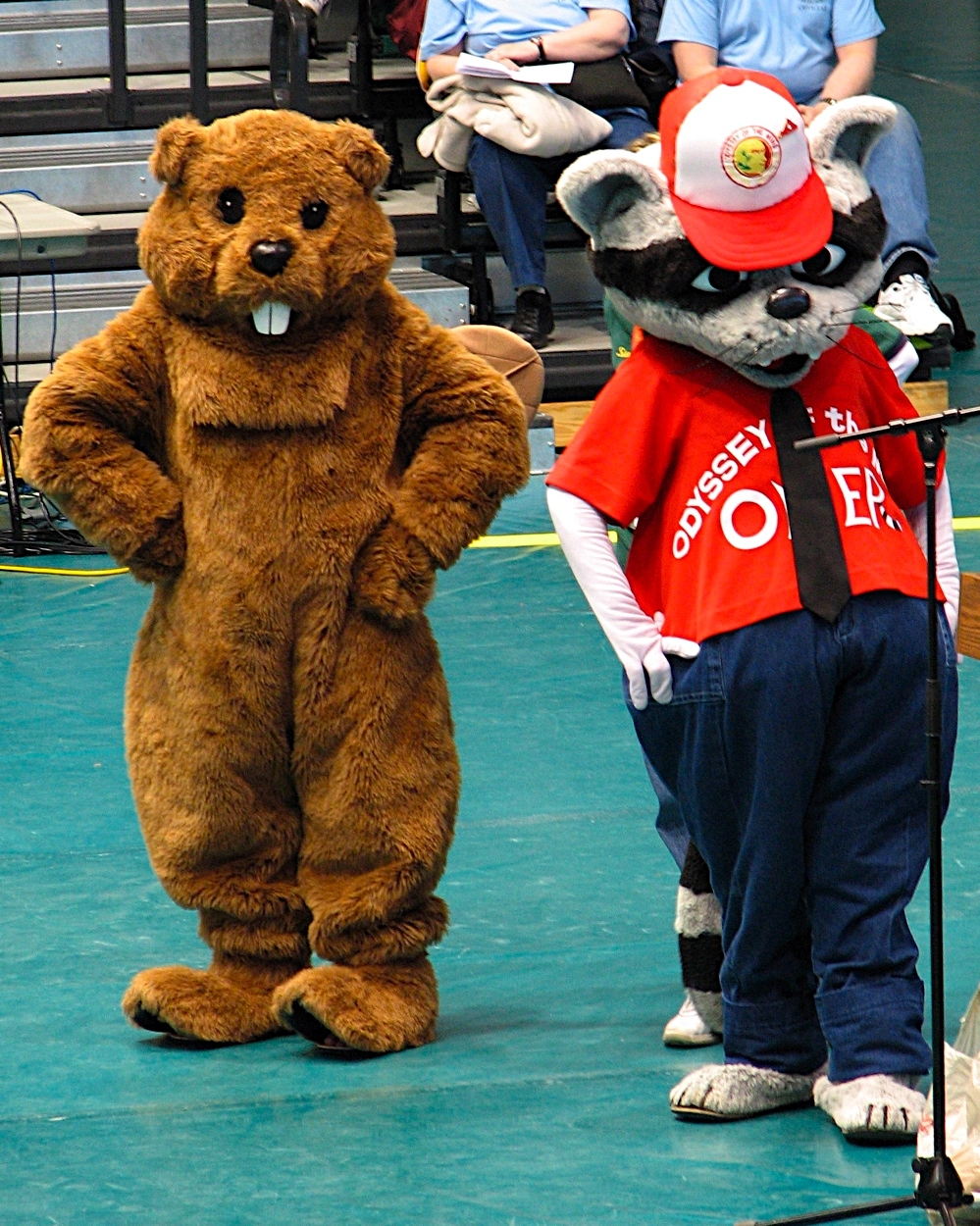
OMER – szop – maskotka Odysei Umysłu

Odyseja Umysłu – program edukacyjny stworzony w 1978 przez C. Samuela Micklusa a organizowany przez fundację Odyssey of the Mind mający na celu rozwijanie zdolności twórczych i zachęcanie do kreatywnego rozwiązywania problemów.

## Idea programu
Celem Odysei Umysłu jest inspirowanie rozwoju kreatywnego i krytycznego myślenia poprzez zachęcanie do twórczego rozwiązywania problemów. Uczestnicy programu samodzielnie analizują różnorodne zadania, poszukują możliwości rozwiązania ich i trenują dochodzenie do rozwiązania dzięki wysiłkowi grupy.
Głównymi wymogami stawianymi przed uczestnikami programu są:
1. Samodzielne tworzenie rozwiązań (bez podpowiedzi i ingerencji ze strony osób trzecich).
2. Odpowiedzialność za własne pomysły i proponowane rozwiązania.
3. Szacunek dla odmiennych osobowości, pomysłów i poglądów, który przekłada się na dobrą współpracę w grupie.

## Realizacja programu
Program Odysei Umysłu realizowany jest w drużynach działających w szkołach, uczelniach oraz innych placówkach oświatowych i wychowawczych przez odpowiednio wyszkolonych trenerów. Typowa drużyna składa się z siedmiorga zawodników oraz trenera. Na zadania realizowane przez drużynę składają się tzw. zadania spontaniczne oraz problemy długoterminowe.
Większość drużyn rejestrowana jest w Międzynarodowym Konkursie Odysei Umysłu w jednej z czterech grup wiekowych:
- I grupa wiekowa (do klasy piątej szkoły podstawowej)
- II grupa wiekowa (od klasy szóstej szkoły podstawowej do klasy ósmej szkoły podstawowej)
- III grupa wiekowa (od klasy pierwszej liceum do klasy maturalnej)
- IV grupa wiekowa (studenci szkół pomaturalnych)

## Odyseja Umysłu na świecie
Program początkowo rozwijany był w Stanach Zjednoczonych. Obecnie w ponad dwudziestu krajach w Odysei Umysłu uczestniczy co roku kilkaset tysięcy osób.

### Odyseja Umysłu w Polsce
- W 1989 powstaje pierwsza drużyna Odysei Umysłu.
- W 1992 zorganizowano pierwszy konkurs krajowy Odysei Umysłu.
- W 2007 zorganizowano pierwsze eliminacje regionalne Odysei Umysłu (podział na Gdańsk, Poznań i Wrocław).
- W 2009 doszedł nowy region – Warszawa.
- W 2013 doszedł kolejny region – Kraków.
- W 2014 doszedł kolejny region – Łódź.
- W 2018 w miejsce Krakowa doszedł kolejny Region – Katowice.

Początkowo finały Odysei Umysłu odbywały się na Uniwersytecie Gdańskim. Ze względu na wzrost zainteresowania w kolejnych latach finały organizowane były w teatrze Miniatura, teatrze Wybrzeże oraz Teatrze Muzycznym w Gdyni. Od 2016 roku finał ogólnopolski organizowany jest w Pomorskim Parku Naukowo-Technologicznym w Gdyni, ceremonia ogłoszenia wyników ma miejsce w hali Gdynia Arena.
W latach 1997, 2011 oraz 2016 gościł w Polsce Europejski Festiwal Odysei Umysłu.
W 2007 w Odysei Umysłu udział wzięło 126 drużyn z całej Polski, z czego 75 awansowało z eliminacji regionalnych (we Wrocławiu, Poznaniu i Gdańsku) do finału ogólnopolskiego, a 16 uzyskało prawo do reprezentowania Polski na finałach światowych w Stanach Zjednoczonych.